# 叡子内親王
叡子内親王（えこないしんのう、保延元年12月4日（1136年1月8日） -久安4年12月8日（1149年1月19日））は、平安時代後期の皇族。鳥羽天皇皇女。生母は美福門院藤原得子、養母は高陽院藤原泰子。高陽院姫宮と号した。

## 来歴
保延元年（1136年）12月4日に生まれ、同21日東三条殿に移り、皇后宮藤原泰子の養女となる。保延二年（1136年）4月19日に内親王に宣下され。
保延三年（1137年）4月12日准三后とされた、封千戸を賜る、同12月10日に着袴。
久安四年（1148年）11月27日受戒、同12月8日薨去した。